# Andreas Mattner
Andreas Mattner (* 27. Mai 1960 in Gelsenkirchen) ist ein deutscher Manager, Lobbyist der Immobilienwirtschaft, ehemaliger Politiker (CDU) und Sportfunktionär (Eishockeyclub Hamburg Freezers).

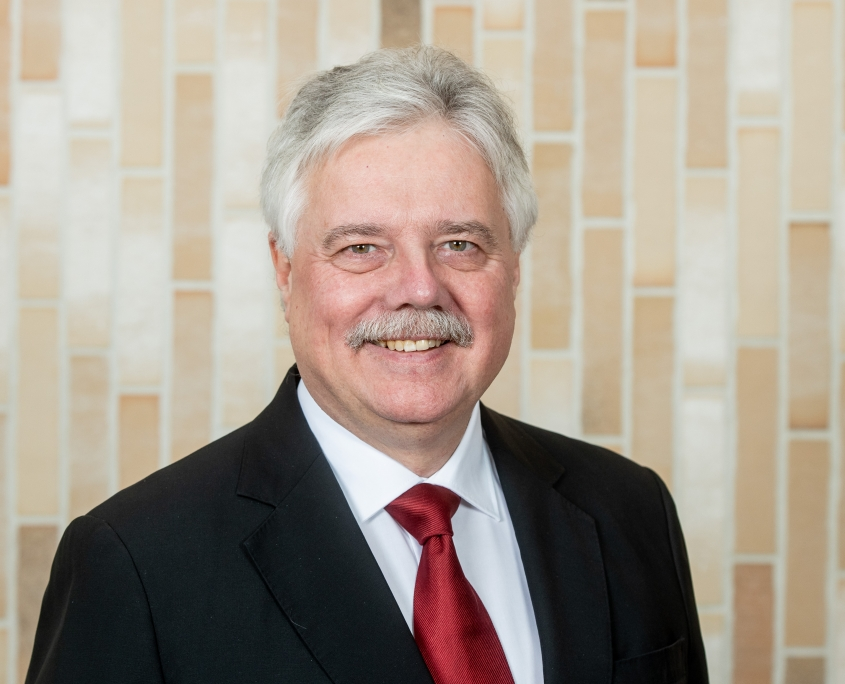
Andreas Mattner 2020

## Leben
Mattner arbeitete mit 17 Jahren für die Ruhr Nachrichten und studierte nach dem Abitur 1980 Jura und Politische Wissenschaften an der Universität Münster. 1985 legte er das erste juristische Staatsexamen ab und promovierte 1987 zum Thema Sonn- und Feiertagsrecht. 1989 folgte das zweite Staatsexamen. Er arbeitete zu der Zeit bei der Münsterschen Zeitung. Von 1987 bis 1989 folgten Lehraufträge an der Fachhochschule für öffentliche Verwaltung Nordrhein-Westfalen mit Veröffentlichungen.
1989 wurde Mattner persönlicher Referent von Jürgen Echternach (CDU), dem Parlamentarischen Staatssekretär beim Bundesminister für Verkehr, Bau- und Wohnungswesen. Er war von 1991 bis 1997 und erneut von 2001 bis 2008 CDU-Mitglied der Hamburgischen Bürgerschaft. Zwischenzeitlich war er Vorsitzender der CDU-Fraktion der Deputation der Hamburger Behörde für Stadtentwicklung. In seiner ersten Periode in der Bürgerschaft war er Fachsprecher der CDU-Fraktion für das Bauwesen, 1991/92 Vorsitzender des parlamentarischen Untersuchungsausschusses „Klärung von politischen Verantwortlichkeiten und Untersuchungen der Geschäftstätigkeit städtischer Unternehmen im Zusammenhang mit der Verwaltung und Vermietung von Wohnungen im Eigentum der Freien und Hansestadt Hamburg oder städtischen Unternehmen (PUA SAGA)“ und später als wirtschaftspolitischer Sprecher der CDU-Fraktion sowie im Sportausschuss tätig.
Seit 1993 war Mattner Mitglied der Geschäftsführung des Großimmobilienunternehmens ECE Projektmanagement in Hamburg, welches Alexander Otto gehört, einem Halbbruder von Michael Otto. Außerdem war er tätig für das „IIM Immobilien Management“ in Frankfurt. Seit 2020 fungiert Mattner zudem als Vorsitzender des ESG-Boards der ECE. Ende Mai 2023 ist er aus der ECE ausgeschieden. Er verbleibt in der Firmenstiftung und zog 2024 in die Aufsichtsgremien der Gesamtgruppe.
2002 initiierte er als stellvertretender Vorsitzender den Verein „Lebendiger Jungfernstieg“, der das Zentrum an der Alster in Hamburg umbaute. 2006 entwickelte der Theatermacher und Lichtkünstler, Michael Batz („Hamburger Jedermann“) gemeinsam mit Andreas Mattner für die Stadt Hamburg ein Lichtkunst-Projekt, das im Sommer 2006 als Kulturereignis durchgeführt wurde: 175 Blue Goals tauchten die Hansestadt bei Dunkelheit in blaues Licht.
Zur Bürgerschaftswahl 2008 stellte sich Andreas Mattner nicht zur Wiederwahl. Sein Engagement galt danach dem Wirtschaftsrat der CDU. Von 2001 war er Mitglied des Landesvorstandes des Wirtschaftsrats der CDU und seit 2006 Mitglied des Bundesvorstandes sowie des Bundespräsidiums des Wirtschaftsrats. 2009 bis 2013 war er Schatzmeister des Wirtschaftsrats.
Seit 2009 steht Mattner dem Spitzenverband der deutschen Immobilienwirtschaft, dem Zentralen Immobilien Ausschuss, als Präsident vor, der 37.000 Unternehmen in den deutschen Regionen, in der Hauptstadt und in Brüssel vertritt. Gegen Ende seiner 15-jährigen Amtszeit galt er als „Branchenvereiner“ aufgrund seiner integrativen Arbeit. Mit der turnusgemäßen Mitgliederversammlung im Juni 2024 trat er nicht mehr an und wurde zum Ehrenpräsidenten gewählt.
In der Weltspitze der von Arnold Schwarzenegger gegründeten Nachhaltigkeitsorganisation Regions20 nahm er von 2017 bis 2020 die Funktion eines Boarddirectors der R20 Foundation wahr.
Mattner ist verheiratet, hat zwei Kinder und lebt in Hamburg. Mattners Sohn Ijon Alexander ist inzwischen Vizepräsident der hamburgischen Initiative E-Sports Hamburg e.V. und zählt zu den Managern, die unter dem Spieleerfinder Tobias Strauch Hamburg zur E-Sportsmetropole machen wollen.

## Ämter und Mitgliedschaften
- seit 2000 Vorstandsvorsitzender der „Stiftung Lebendige Stadt“
- 2005–2016 Präsident und Vorstandsvorsitzender der Hamburg Freezers (Eishockeybundesliga)[10]
- seit 2007 im Beirat der Hamburger Volksbank
- 2006–2024 im Kuratorium der Alexander Otto Sportstiftung
- 2008–2017 Aufsichtsrat bzw. Aufsichtsratsvorsitzender der DSK Deutschen Stadt- und Grundstücksentwicklungsgesellschaft mbH
- 2009–2024 Präsident des Zentralen Immobilienausschusses (ZIA)[11]
- 2009–2013 im Aufsichtsrat der Hamburger Hochbahn AG
- 2010–2016 im Aufsichtsrat der Bilfinger Berger Hochbau
- 2013–2023 im Aufsichtsrat der EUREF AG, stellvertretender Aufsichtsratsvorsitzender[12]
- 2013 Vorsitzender der Bundesarbeitsgemeinschaft Immobilienwirtschaft Deutschland (BID)
- 2013–2015 Mitglied der Reformkommission „Bau von Großprojekten“ des Bundesministeriums für Verkehr, Bau und Stadtentwicklung[13]
- 2015–2017 Aufsichtsratsvorsitzender der BIG Bau-Investitionsgesellschaft, Kronshagen[14]
- 2016–2020 „Representative for Germany“ der Non-Profit-Organisation R20 Regions of Climate Action, seit Juni 2017 dort zudem Board Director in der sechsköpfigen Weltspitze der R20 Foundation
- 2009 zunächst Vorstandsmitglied des Bundesverbandes der Deutschen Industrie (BDI) und von 2016 bis 2024 Präsidiumsmitglied des BDI[15]
- seit 2017 im Aufsichtsrat der Hamborner Reit AG, bis Oktober 2020 als stv. Aufsichtsratsvorsitzender und seitdem als Aufsichtsratsvorsitzender[16]
- seit 2024  Mitglied des Beirats der ECE Group GmbH & Co. KG (ECE Group KG) sowie der ECE Group Verwaltung GmbH (ECE Group GmbH).
- seit 2024 Vorsitzender des ESG Boards der Schüco International KG
- 2024–2025 Mitglied des Aufsichtsrates der Neoshare AG, seit 2025 Beirat der Neoshare Holding GmbH
- seit 2025 Vorsitzender des ESG  Boards der Thalia Bücher GmbH

## Auszeichnungen
- 2010 Medaille für treue Arbeit im Dienste des Volkes in Silber, verliehen durch den Senat der Freien und Hansestadt Hamburg in Anerkennung seiner Verdienste um das Gemeinwohl
- 2011 „Immobilienkopf 2011“ auf der Immobilienmesse Expo Real in München
- 2013 Bundessieger im „Land der Ideen“ für die Künstlerische Illumination von Bahnunterführungen mit der Stiftung Lebendige Stadt
- 2024 Auszeichnung für das Lebenswerk durch die Immobilienbranche, Lifetime Award, Immobilienmanager[17]
- 2024 Verleihung der goldenen Stiftungsnadel der Alexander Otto Sportstiftung für Verdienste um den Hamburger Sport[18]
- 2024 Ernennung zum Ehrenpräsidenten des Spitzenverbandes der Immobilienwirtschaft Deutschlands, Zentraler Immobilienausschuss (ZIA)

## Schriften
- Sonn- und Feiertagsrecht. Diss. 1987. Heymann, Köln 1988, ISBN 3-452-21097-9
- Andreas Mattner u. a.: Rechtliche Grundlagen und Möglichkeiten zur Finanzierung von Maßnahmen zur beruflichen Qualifikation sozialhilfebeziehender Arbeitsloser. In: Zeitschrift für Sozialhilfe (ZfsH/SGB) 1988.
- Sonntagsruhe im Spiegel des Grundgesetzes und der Feiertagsgesetze der Länder. In: NJW 1988, S. 2207–2213.
- Ayke-Michael Hillmann, Andreas Mattner: Die Errichtung von Gesamtschulen am Beispiel von NRW. In: Recht der Jugend und des Bildungswesens (RdJB), 36 (1988) 3, S. 284–300.
- Andreas Mattner, Thomas Hoeren: Sonn- und Feiertagsgesetze, Ladenschluss, Beschäftigungsverbot, Arbeitsverbot, Autowaschanlage. In: Der Städtetag 1988, S. 623–624.
- Sonntagsarbeit und Freizeitgesellschaft – Grund- und feiertagsgesetzliche Perspektiven. In: Sonntags nie?. Die Zukunft des Wochenendes. Hrsg. von Karl Wilhelm Dahm u. a. Frankfurt a. M. [u. a.]: Campus-Verl., 1989, S. 85–111.
- Sonn- und Feiertagsrecht. Zweite Auflage, Köln 1991.
- ECE-Projektmanagement (Hrsg.): Faktor Einzelhandel in Deutschland. Festschrift für Werner Otto zum 90. Geburtstag. Redaktion Andreas Mattner, Frankfurt (Main) 1999.
- Die menschliche Marktwirtschaft. Unternehmer übernehmen Verantwortung. Festschrift zum 95. Geburtstag von Prof. Dr. h. c. Werner Otto. Andreas Mattner. Frankfurt am Main: Societäts-Verl., 2004. Schriftenreihe Lebendige Stadt; 3.
- Ein Leben für den Sport. Festschrift zum 50. Geburtstag von Alexander Otto, Redaktion und Beiträge. Frankfurt am Main: Societäts-Verl., 2017. Schriftenreihe Lebendige Stadt 10